# 阿尔切维亚
阿尔切维亚（義大利語：Arcevia），是意大利安科纳省的一个市镇。总面积126.25平方公里，人口5081人，人口密度40.2人/平方公里（2009年）。ISTAT代码为042003。